# Dariusz Działo
Dariusz Działo (ur. 13 lipca 1969 w Lublinie) – polski policjant, nadinspektor, były lubelski, śląski Komendant Wojewódzki Policji oraz były Komendant Stołeczny Policji.

## Życiorys
Ukończył VI Liceum Ogólnokształcące w Lublinie (1988), Wyższą Szkołę Policji w Szczytnie (1992) oraz studia prawnicze na Uniwersytecie Marii Curie-Skłodowskiej w Lublinie (1995). Odbył kursy i szkolenia w Polsce, Niemczech i Stanach Zjednoczonych. W latach 1992–1998 służył w Komendzie Wojewódzkiej Policji w Lublinie, m.in. w Wydziale Kryminalnym (1996–1997) i Wydziale do spraw Narkotyków (1997–1998). Od 1999 do 2004 był zastępcą naczelnika jednego z wydziałów w Biurze do Walki z Przestępczością Narkotykową Komendy Głównej Policji.
Od 2004 pełnił kierownicze funkcje w lubelskim oddziale Centralnego Biura Śledczego, w tym w latach 2005–2008 – naczelnika wydziału do zwalczania zorganizowanej przestępczości narkotykowej. W pierwszej połowie 2008 był I zastępcą komendanta wojewódzkiego Policji w Radomiu. W tym samym roku został komendantem wojewódzkim Policji w Lublinie. W 2012 objął funkcję komendanta wojewódzkiego  Polcji w Katowicach, natomiast w 2013 został komendantem stołecznym Policji w Warszawie. W 2014 powrócił na stanowisko komendanta wojewódzkiego Policji w Lublinie. Odwołany z niego został 24 grudnia 2015.
W 2011 mianowany na stopień nadinspektora.
Pełni funkcję dyrektora Wydziału Zarządzania Ruchem i Mobilnością w Urzędzie Miasta Lublin.
Od 2 lutego 2024 roku zajmuje stanowisko dyrektora Wydziału Bezpieczeństwa i Zarządzania Kryzysowego w Lubelskim Urzędzie Wojewódzkim w Lublinie.

## Ordery i odznaczenia
- Srebrny Krzyż Zasługi (2005)[8]
- Brązowy Krzyż Zasługi (2000)[9]
- Srebrny Medal za Długoletnią Służbę[1]
- Złota, Srebrna i Brązowa Odznaka „Zasłużony Policjant”[1]
- Złoty i Srebrny Medal „Za Zasługi dla Pożarnictwa”[1]
- Srebrny Medal „Za Zasługi dla Straży Granicznej”[1]
- Medal „Milito Pro Christo” (2014)[10]